# Cephalops lusingensis
Cephalops lusingensis är en tvåvingeart som först beskrevs av Hardy 1952.  Cephalops lusingensis ingår i släktet Cephalops och familjen ögonflugor.
Artens utbredningsområde är Kongo-Kinshasa. Inga underarter finns listade i Catalogue of Life.